# بازتاب‌سنجی
بازتاب‌سنجی (انگلیسی: Reflectometry) اصطلاحی کلی است برای استفاده از بازتاب موج‌ها یا تَپ‌ها‌ از سطوح و مرزها به‌منظور شناسایی یا توصیف اشیاء. گاهی نیز از آن برای کشف ناهنجاری‌ها، مانند عیب‌یابی یا تشخیص پزشکی، استفاده می‌شود.
بازتاب‌سنجی شکل‌های متنوعی دارد که بر پایه‌های مختلفی دسته‌بندی می‌شوند، از جمله: نوع تابش مورد استفاده (الکترومغناطیسی، فراصوت، پرتو ذرات)، نحوهٔ انتشار موج (آزاد یا در راهنما/کابل)، مقیاس طولی درگیر (طول موج و عمق نفوذ نسبت به اندازهٔ جسم بررسی‌شده)، روش اندازه‌گیری (پیوسته یا پالسی، تفکیک بر اساس قطبش، و غیره) و نیز حوزهٔ کاربرد.